# Terminal de Ómnibus de Miramar
Se trata de terminal de ómnibus de la ciudad costera y balnearia de Miramar ubicada en las costas oceánicas sudorientales de la Provincia de Buenos Aires en Argentina.

Antes de la terminal, las partidas y arribos se hacían en plena vía pública, frente a locales de venta de pasajes, lo que no sólo ocasionaba trastornos en el tránsito, sino también un deterioro de las calles por el frecuente paso de colectivos.
La intención es que la terminal de ómnibus pueda operar en conjunto con la estación de trenes. Sin embargo no es considerada una ferroautomotora ya que no está conectada con la estación mencionada.

## Servicios
Parten y llegan «micros» desde Mar del Plata y el conurbano bonaerense , en mayor cantidad en temporada de verano (diciembre a marzo),  también llegan micros desde otras provincias argentinas.

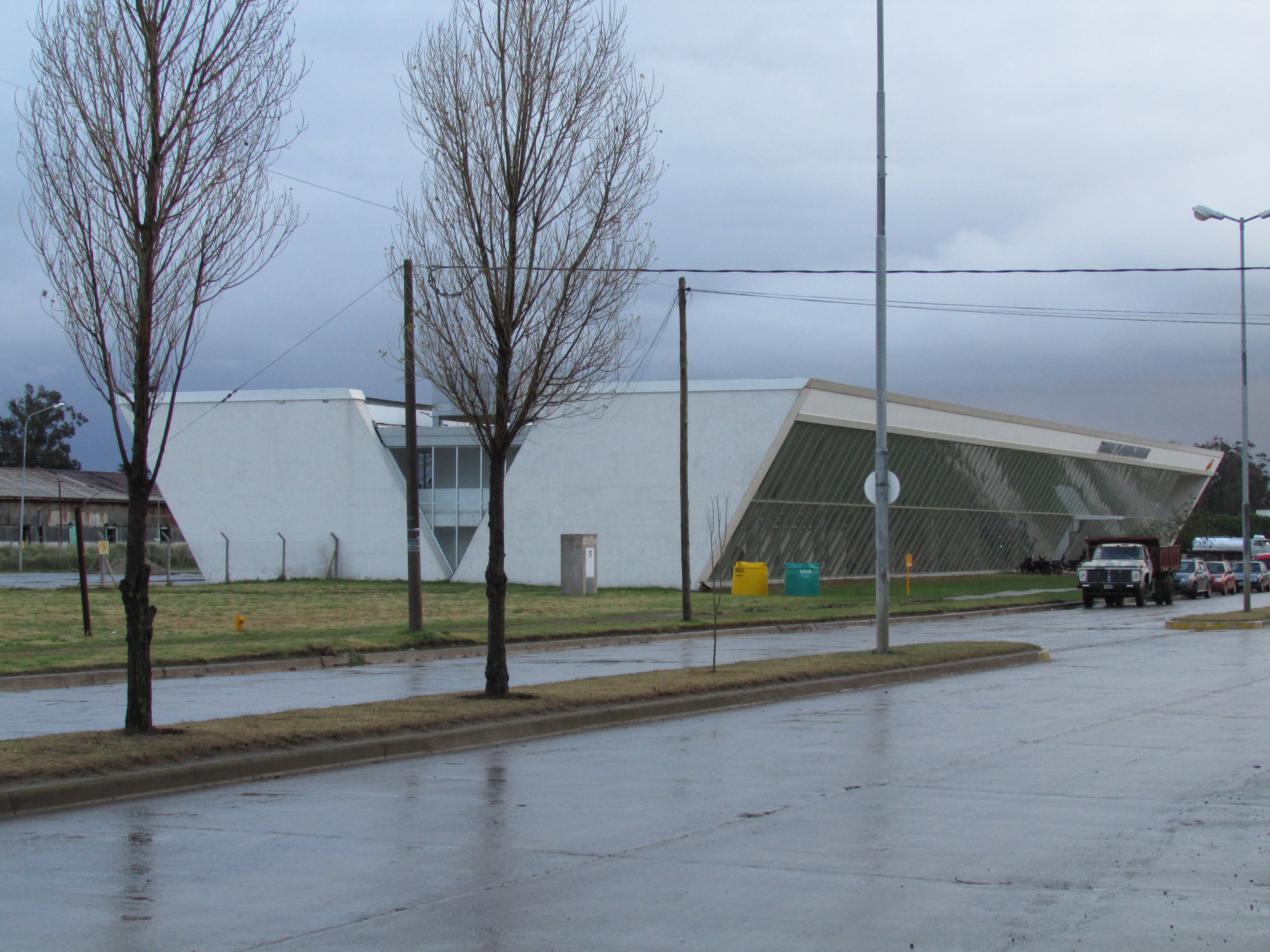
Vista lateral de la terminal de ómnibus de Miramar.

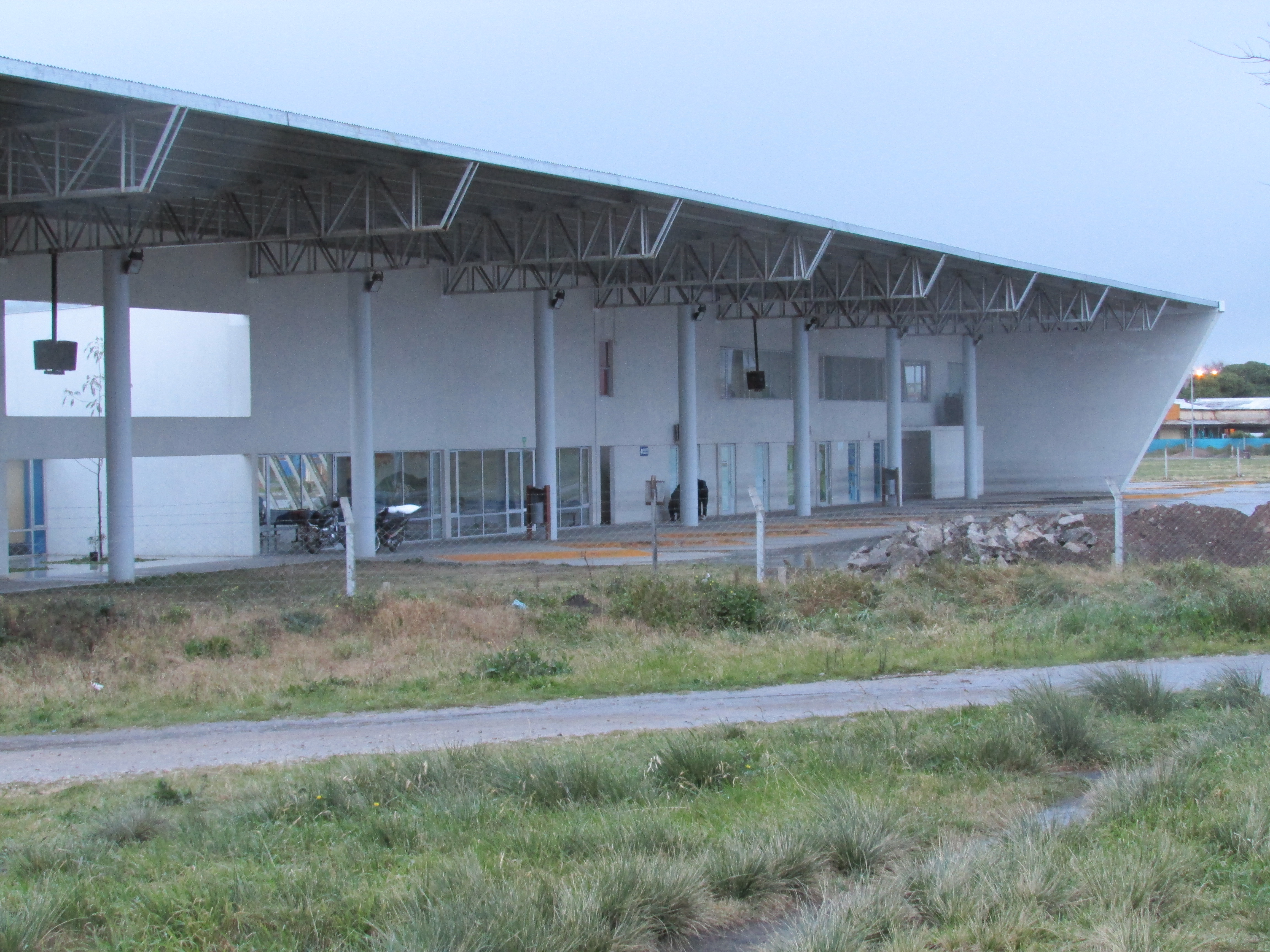
Andenes de la terminal de ómnibus de Miramar.

Ver Línea 212 (Buenos Aires) y Línea 259 (Buenos Aires)